# 周钟岳
周鍾嶽（1876年10月17日—1955年5月19日），字生甫，号惺甫、惺庵。白族。雲南省麗江府剑川州（今剑川县）人，清末、中華民国、中華人民共和国学者、政治家、书法家、诗人。

## 生平

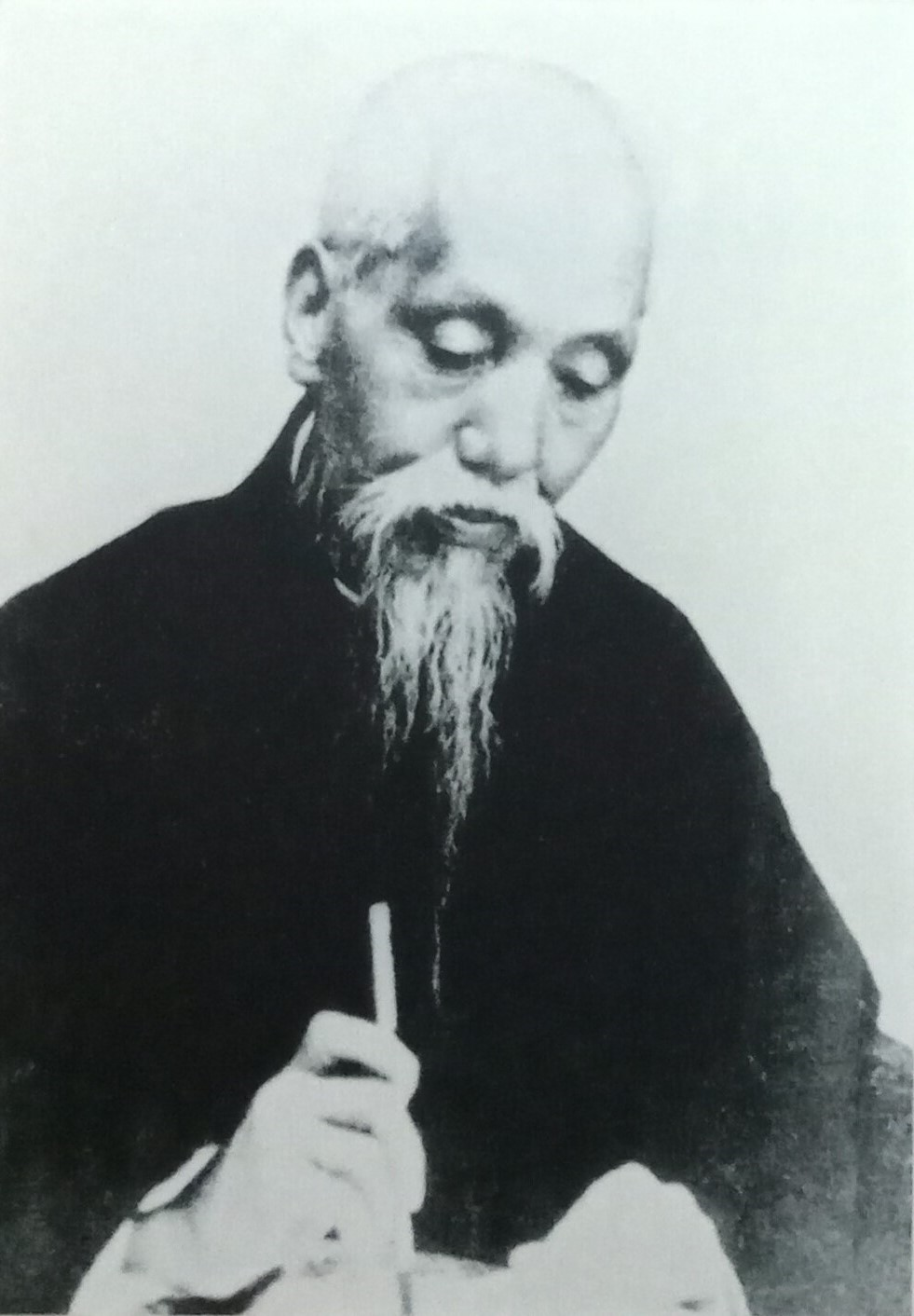
周钟岳

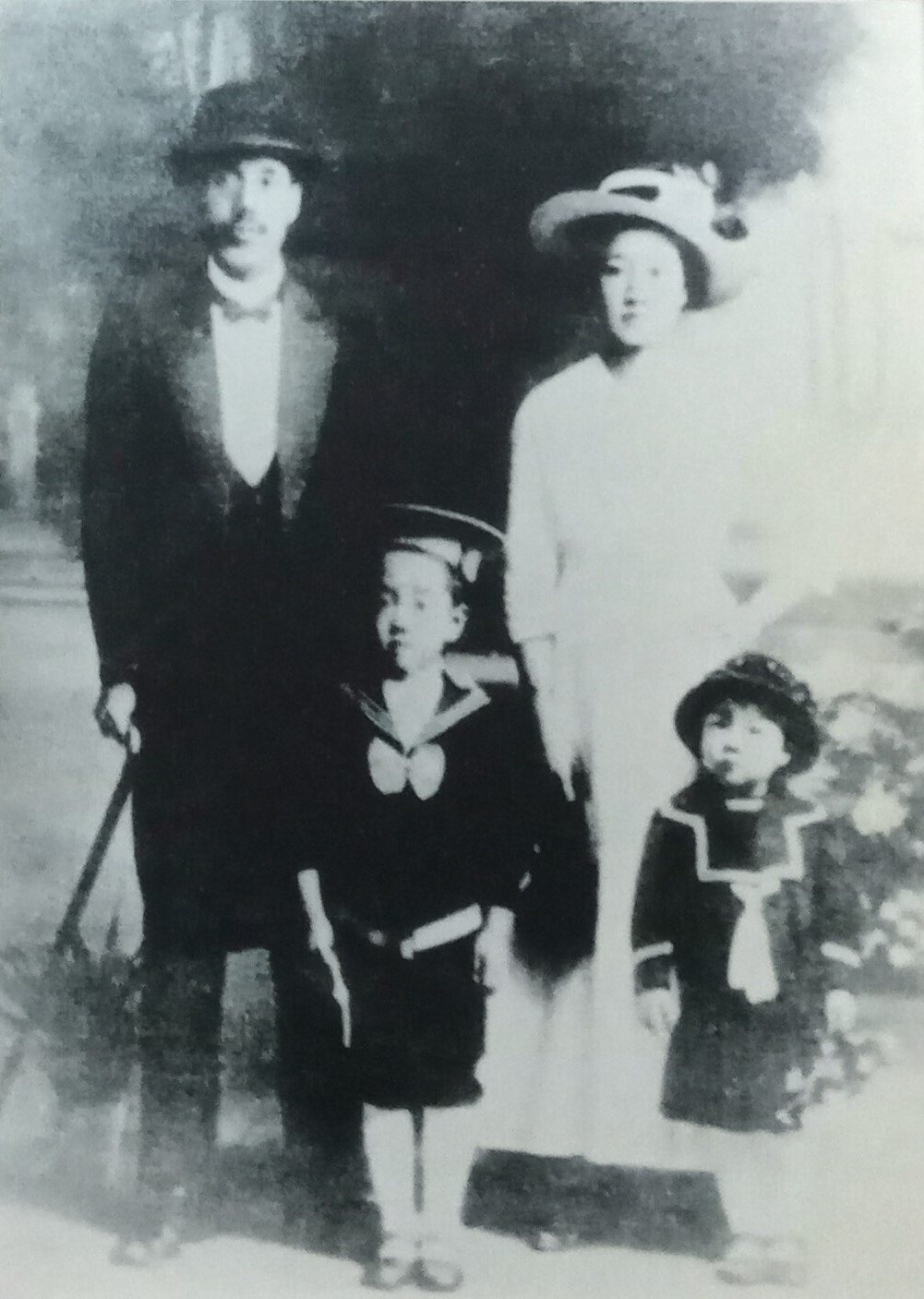
周钟岳及其家人

### 清末的活動
周鍾嶽生于讀書人家庭，先后通过了麗江府的府試、大理的院試，均名列前茅。1900年（光緒26年），从大理西雲書院毕业，成为同乡的先輩趙藩手下的文案（書記）。此後，随趙藩先后赴湖南省、四川省任职。1903年（光緒29年），回到雲南，参加乡試并获得第1名举人。
1904年（光緒30年），获官費赴日本留学。在弘文学院学习後，入早稻田大学学习法律、政治。1907年（光緒33年）归国，出任云南省学務公所普通課課長兼省城两級師範教務長。同年，就雲南省内的矿山权利，清朝政府同英国、法国缔结不平等条約，激起雲南各界反对，云南各界派出代表周鍾嶽等人赴北京。1910年（宣統2年）秋，片馬事件（英国侵犯中国領土事件）发生，云南谘議局派出周鍾嶽等人作为代表，赴北京要求清朝外務部向英国提出抗議。

### 蔡鍔的心腹
1911年（宣統3年）10月30日，昆明重九起義发生，周鍾嶽当时正在北京交涉上述事宜。11月12日，周鍾嶽回到昆明，被雲南軍都督蔡鍔任命为都督府秘書長。此後，周鍾嶽成为滇系政权不可或缺的行政事務方面的要人。
1912年（民国元年）8月，周鍾嶽被任命为雲南省教育司長。翌年2月，兼任雲南光復史編纂局总纂。同年4月，担任滇中观察使。1915年（民国4年）2月，应北京的全国经界局督办蔡鍔的招聘，担任全国经界局秘書長兼局評議委員会主任。在任期间，协助全国经界局清丈处处長殷承瓛研究并制定了田地調査方面的法規。主要成果有《经界法規草案》、《中国历代经界紀要》、《各国经界紀要》这三部著作。
1915年（民国4年），袁世凱称帝，蔡鍔潜离开北京，回雲南发动護国战争。当時，周鍾嶽留在北京，掩护了蔡鍔回归雲南。此后，周鍾嶽辗转来到日本东京，未能亲自参加护国战争。

### 滇系成員
1916年（民国5年）蔡鍔死後，周鍾嶽到四川省，任滇系的代理四川督軍羅佩金的秘書長。翌年，羅佩金在四川敗北，周鍾嶽回到雲南。此后，在雲南督軍唐继尧手下，担任靖国聯軍总司令部秘書長。1919年（民国8年）11月，代理雲南省長，至1920年（民国9年）6月正式被任命为雲南省長。顧品珍兵变後的1922年（民国11年）3月，唐继尧任命他担任雲南盐運使兼枢密厅長兼云南省法制委員会会長。1926年（民国15年）1月，任云南省内務司長（後改組，转任云南省民政司長）兼赈務处总办。
1927年（民国16年）2月，唐継尧被龙雲、胡若愚、李选廷、张汝骥四位鎮守使发动兵变推翻。周鍾嶽获四位鎮守使起用，担任云南省務委員会常務委員兼代理内務厅長。此后，龙雲、胡若愚之间发生衝突，为使昆明免经战斗，周鍾嶽从中調停。此後，周鍾嶽一度引退。

### 国民政府時代的活動、晩年
1930年（民国19年），雲南通志館筹备設立，周鍾嶽任筹備主任。翌年，雲南通志館成立，周鍾嶽任通志館館長。任内，周鍾嶽领导编纂了《新纂雲南通志》、《续雲南通志長編》。1939年（民国28年），经龙雲向蒋介石推薦，周鍾嶽出任国民政府内政部長，并且兼任县政計画委員会主任委員。1944年（民国33年）11月，调任国民政府委員兼考試院副院長。
1945年（民国34年）10月，龙雲被蒋介石以武力罢免雲南省政府主席职务，周鍾嶽对蒋介石此举十分反对。民國三十六年（1947年），周鍾嶽在原籍雲南省劍川縣當選為第一屆國民大會代表。1947年（民国36年）7月，周鍾嶽辞去考試院副院長职务，回到昆明。此後，从事史料整理工作，并成为雲南省政府主席盧漢的谋士。1948年，作為行憲國大主席團主席，代表主席團向蔣中正致送第一任中華民國總統當選證書，後又為南京總統府題寫「總統府」門楣，並被蔣中正聘為總統府資政。
中華人民共和国成立後，周鍾嶽留在中国大陸。1951年6月，被台灣方面誤認為在大陸自殺身亡。1953年，获聘为雲南省文史研究館館員。1954年，出任中国人民政治協商会議第二届全国委員会委員。
1955年5月19日，周鍾嶽在昆明病逝。享年80岁（满78歳）。

## 逸事

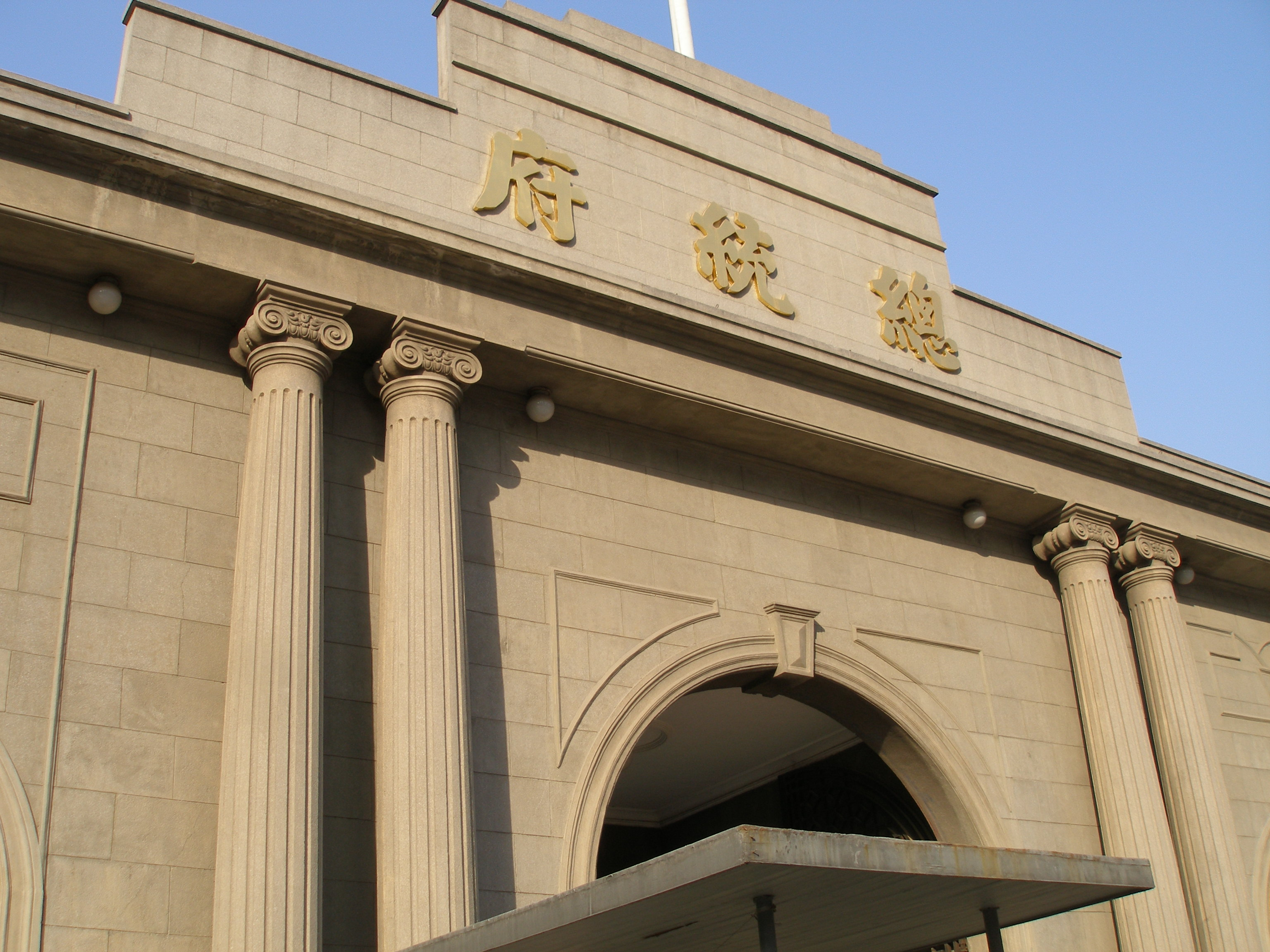
南京总统府大门上的“总统府”字样。

周钟岳在书法上造诣颇深，自成一格。原南京总统府的“总统府”三个字即出自他之手。云南石林中心处石峰上的“石林”二字最早也是他的手笔，后被毁，现在的“石林”二字已不是他的作品。

## 著作
周钟岳著作颇丰。1948年参加纂写《新修云南通志稿》，至今仍作为云南的著名历史文献。其《惺庵回忆录》，记录了民国时期云南省的政治军事情况。其他著作还包括：
- 《惺庵文集》
- 《惺庵演講集》
- 《惺庵回顧集》
- 《惺庵詩集》
- 《人生哲學》
- 《中國倫理學》
- 《中國地理學》
- 《學校管理法》
- 《教育行政》